# روبرت غافين لونغ
روبرت غافين لونغ هو سياسي كندي، ولد في 3 مارس 1937، وتوفي في 4 يونيو 2011. حزبياً، نشط في Saskatchewan New Democratic Party ‏. وقد انتخب عضو المجلس التشريعي من ساسكاتشوان.